# Rajd Kormoran 1990
Rajd Kormoran 1990 – 18. edycja Rajdu Kormoran. Był to rajd samochodowy rozgrywany od 16 do 17 czerwca 1990 roku. Była to czwarta runda Rajdowych Samochodowych Mistrzostw Polski w roku 1990. Rajd składał się z szesnastu odcinków specjalnych. Zespołowo wygrał Autoklub Rzemieślnik Warszawa przed Automobilklubem Podlaskim, trzecie miejsce zajął OKS Stomil Olsztyn.

## Wyniki końcowe rajdu[2][1]
| Miejsce | Kierowca            | Pilot                | Samochód                   | Czas    | Strata | Grupa Klasa |
| ------- | ------------------- | -------------------- | -------------------------- | ------- | ------ | ----------- |
| 1       | Marian Bublewicz    | Ryszard Żyszkowski   | Mazda 323 4WD              | 1:18:08 | -      | A-13        |
| 2       | Andrzej Koper       | Maciej Wisławski     | Volkswagen Golf II GTi 16V | 1:24:42 | +6:34  | A-13        |
| 3       | Lesław Orski        | Tomasz Chmiel        | Volkswagen Golf II GTi 16V | 1:25:49 | +7:41  | A-13        |
| 4       | Vitautas Sabataitis | Arunas Bukmanas      | Łada Samara 2108           | 1:26:45 | +8:37  | A-12        |
| 5       | Krzysztof Hołowczyc | Robert Burchard      | FSO Polonez 1500 Turbo     | 1:27:38 | +9:30  | A-13        |
| 6       | Modestas Jakas      | Audrus Mockus        | Łada Samara 2108           | 1:28:49 | +10:41 | A-12        |
| 7       | Sławomir Szaflicki  | Sławomir Chmielewski | Mazda 323 4WD              | 1:28:50 | +10:42 | A-13        |
| 8       | Wiesław Stec        | Cezary Klaczyński    | Opel Manta 2.0 E           | 1:29:13 | +11:05 | A-13        |
| 9       | Piotr Świebodak     | Wojciech Nosali      | FSO Polonez 1600           | 1:29:24 | +11:16 | A-14        |
| 10      | Romuald Chałas      | Janusz Siniarski     | FSO Polonez 1600           | 1:29:42 | +11:34 | A-14        |